# Ґібор іде на війну
«Ґібор іде на війну» (фр. Guibord s'en va-t-en guerre) — канадський фільм у жанрі політичної сатири 2015 року поставлений режисером Філіппом Фалардо. Головні ролі виконали канадські актори Патрік Юар та Сюзанн Клеман. Світова прем'єра фільму відбулася 10 серпня 2015 на Міжнародному кінофестивалі у Локарно. На Міжнародному кінофестивалі у Торонто фільм було відзначено Спеціальним призом журі за найкращий канадський ігровий фільм .

## Сюжет
Молодий ідеаліст з Гаїті вирушає у подорож до провінції Квебек для проходження практики у незалежного члена парламенту Ґібора. Несподівано голос політика стає вирішальним у прийнятті рішення, чи буде Канада воювати. Разом із родиною та молодим стажером він їздить по своєму виборчому окрузі та зустрічається із людьми. Коли в результаті втручання лобістів дебати починають виходити з-під контролю, Ґіборові доводиться випробувати своє сумління.

## В ролях
| Патрік Юар           | ···· | Стів Ґібор           |
| Сюзанн Клеман        | ···· | Сюзанн               |
| Ірденс Екзантус      | ···· | Сувра                |
| Клеманс Дюфрен-Дельє | ···· | Луна                 |
| Соня Кордо           | ···· | Стефані Карон-Лавалі |
| Поль Дусе            | ···· | Прем'єр-міністр      |
| Жюль Філіп           | ···· | мер                  |
| Робін Обер           | ···· | Родріге              |
| Елен Давід           | ···· | Елісон               |
| Мішель Ланкто        | ···· | дружина мера         |

## Визнання
| Нагороди та номінації фільму «Ґібор іде на війну» | Нагороди та номінації фільму «Ґібор іде на війну» | Нагороди та номінації фільму «Ґібор іде на війну»           | Нагороди та номінації фільму «Ґібор іде на війну» | Нагороди та номінації фільму «Ґібор іде на війну» | Нагороди та номінації фільму «Ґібор іде на війну» |
| Рік                                               | Кінофестиваль/кінопремія                          | Категорія/нагорода                                          | Номінант                                          | Результат                                         |                                                   |
| ------------------------------------------------- | ------------------------------------------------- | ----------------------------------------------------------- | ------------------------------------------------- | ------------------------------------------------- | ------------------------------------------------- |
| 2015                                              | Міжнародний кінофестиваль у Торонто               | Спеціальний приз журі за найкращий канадський ігровий фільм | Ґібор іде на війну                                | Перемога                                          |                                                   |
| 2015                                              | Гамбурзький кінофестиваль                         | Приз Art Cinema                                             | Філіпп Фалардо                                    | Номінація                                         |                                                   |
| 2015                                              | Гамбурзький кінофестиваль                         | Приз за найкращий політичний фільм                          | Ґібор іде на війну                                | Номінація                                         |                                                   |